# مهاباد جدید
مهاباد جدید ، روستایی است از توابع بخش جلگه زوزن و در شهرستان خواف استان خراسان رضوی ایران.

## جمعیت
این روستا در دهستان زوزن قرار داشته و بر اساس سرشماری سال ۱۳۸۵ جمعیت آن (۶۹خانوار) ۳۰۰نفر
بوده است.